# المحرس

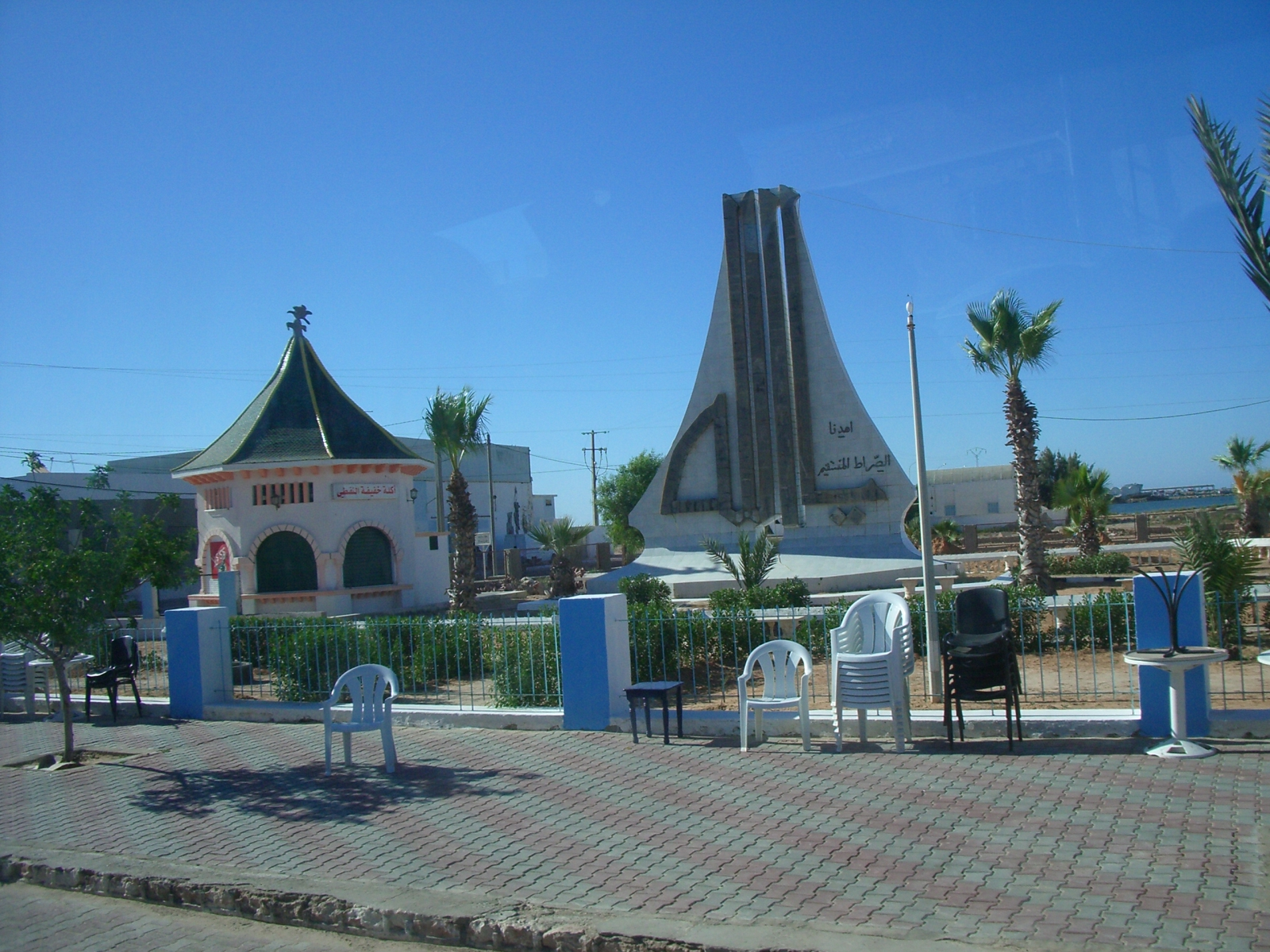
المحرس

المحرس (به عربی: المحرس) یک منطقهٔ مسکونی در تونس است که در استان صفاقس واقع شده‌است. المحرس ۱۳ کیلومتر مربع مساحت و ۳۴٬۲۵۷ نفر جمعیت دارد.